# Pirámide Negra
La Pirámide Negra fue construida por orden de Amenemhat III durante el Imperio Medio de Egipto (c. 2040 - 1795 a. C.), y es una de las once pirámides construidas en Dahshur. Su cúspide estaba coronada por el piramidión de Amenemhat III.
El nombre de la pirámide es reciente, inspirado por el aspecto oscuro de las ruinas. La principal particularidad de esta pirámide consiste en que fue la primera tumba concebida para enterrar al faraón junto con sus princesas, disponiendo para ello de dos corredores separados. Sin embargo, el faraón la abandonó e inició una nueva pirámide en Hawara.
Se especula con que la pirámide fue posteriormente utilizada por Amenemhat IV y la reina Sobekneferu.
En 1892 se iniciaron las excavaciones por un equipo francés, y se dieron por concluidas en 1983 por un equipo alemán.

## Construcción
Las dimensiones originales de la construcción eran aproximadamente 75 m de altura por 105 m de lado.
La pirámide fue construida con adobe y revestida exteriormente con piedra caliza, pero el terreno donde se erigió resultó ser poco resistente, a tan solo 10 m sobre el nivel freático.
Debido al excesivo número de corredores y al empleo de adobe en lugar de piedra, a los 15 años del inicio de las obras la pirámide empezó a presentar problemas de fisuras y humedades, por lo que el faraón la abandonó. El proceso de ruina no se ha detenido desde entonces, hasta presentar el aspecto actual, al cual debe su fama.